# Aquilifer

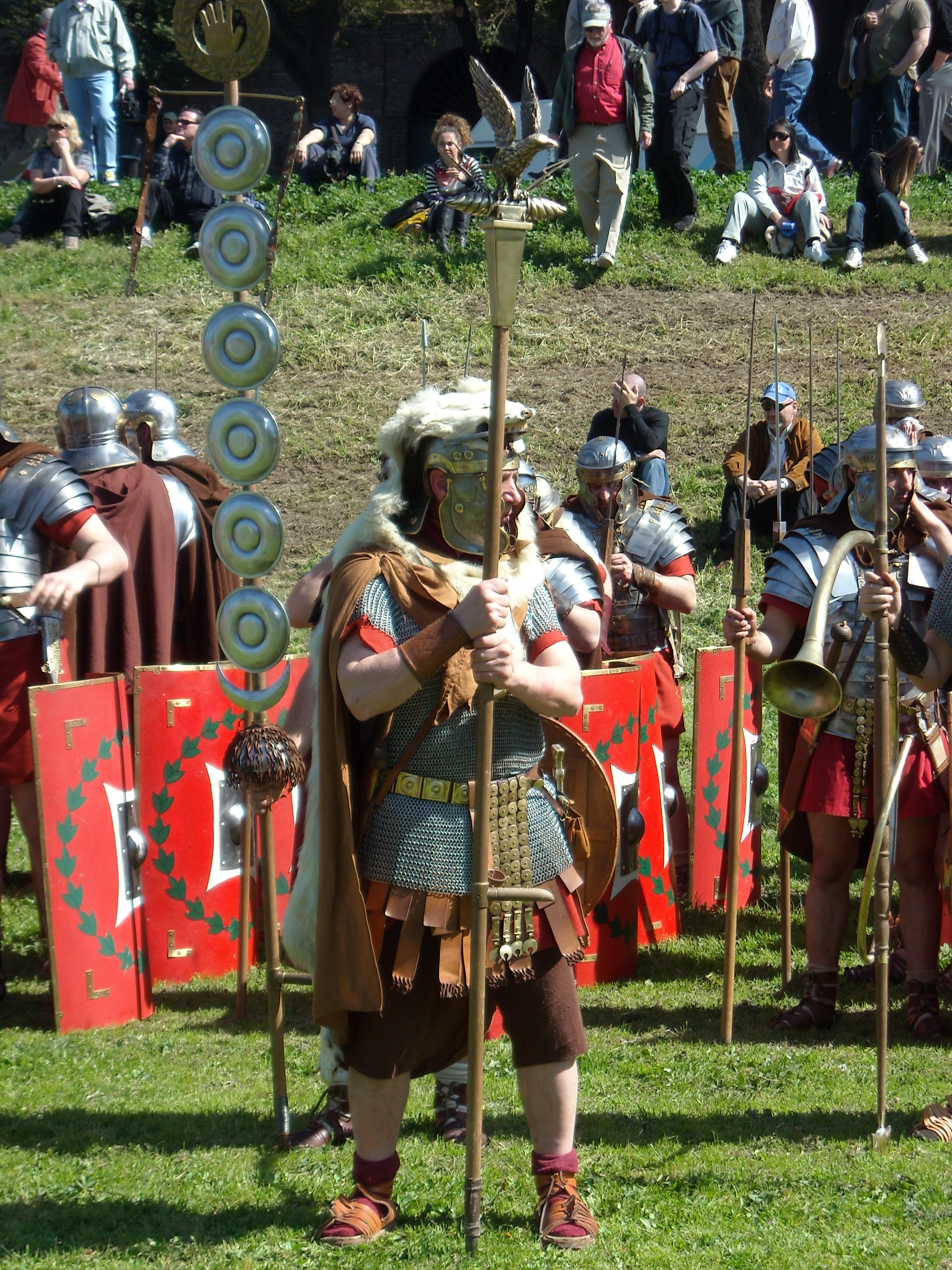
Osoba w stroju aqulifilera

Aquilifer – żołnierz rzymskiej armii wyznaczony do noszenia legionowego symbolu, aquili.